# Fudzsivara no Ietaka
Fudzsivara no Ietaka (japánul: 藤原家隆, Hepburn-átírással: Fujiwara no Ietaka), névváltozat: Fudzsivara no Karjú (Kiotó?, 1158 – Kiotó, 1238. április 9.), japán költő.
Az 1206 és 1210 között keletkezett Sinkokinsú („Régi és modern idők új gyűjteménye”) címet viselő császári versgyűjtemény összeállítói között tartják számon. Korának egyik kiemelkedő és igen termékeny költője volt. Egyik költeménye, melynek a fordító, Kosztolányi Dezső a „Szilvafa” címet adta:
Eszembe jut, egykor mi volt

a szilvafánál, és a szilvafától

kérdem, miért marad a Drága távol?

Fönn a kiholt

égen ragyog a hűs, tavaszi hold.